# Neurofibromatóza

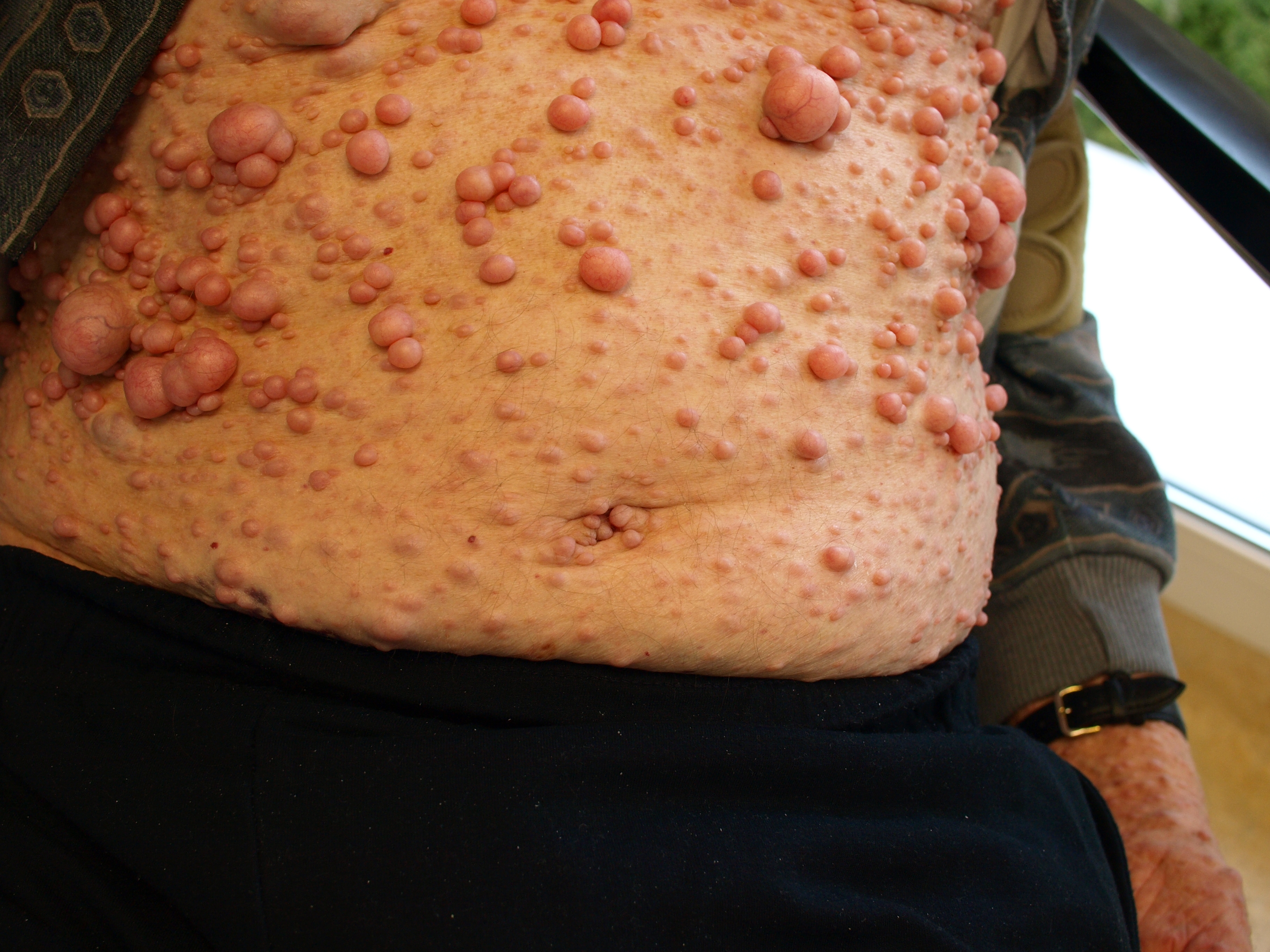
Výsev neurofibromů typický pro neurofibromatózu.

Neurofibromatóza je autozomálně dominatně děděné genetické onemocnění, které způsobuje mnohočetné nádory, zasahující nervovou soustavu. Vyskytuje se ve dvou hlavních typech.

## Neurofibromatóza typu I (NF 1)
NF 1 je častější typ neurofibromatózy. Vyskytuje se zhruba u jedné ze 3000 osob v evropské populaci. Jedná se autosomálně dominantní onemocnění s 50% výskytem mutací „de novo“ v genu pro NF1, který se nachází na 17. chromosomu. Při vyšetření je tedy nutné vyšetřit všechny příbuzné včetně rodičů dítěte. Projev onemocnění se mezi příbuznými může značně lišit. 
Diagnostika neurofibromatózy je klinická a opírá se o přítomnost dvou ze sedmi znaků. 
|   | Diagnostická kritéria dle NIH Consensus Development Conference                                                                |
| - | --- |
| 1 | Šest nebo více café au lait spots větších než 5 mm u prepubertálních pacientů a větších než 15 mm u postpubertálních pacientů |
| 2 | Dva nebo více neurofibromů libovolného typu nebo jeden plexiformní neurofibrom                                                |
| 3 | Pihy v podpaží nebo tříslech                                                                                                  |
| 4 | gliom optiku |
| 5 | Dva nebo více Lischových uzlíků (hamartomy duhovky)                                                                           |
| 6 | Specifické kostní léze (dysplázie velkých křídel kosti klínové, kortikální zúžení dlouhých kostí s / bez pseudarthrósis       |
| 7 | Příbuzný prvního stupně trpící neurofibromatózou (rodič, sourozenec, dítě)                                                    |

Nejčastější projevem NF1 je vznik světle hnědých skvrn na kůži. Jsou známy jako „café au lait spots” (skvrny bílé kávy) a postihují 99 % pacientů evropského původu. 
Dalším příznakem NF1 bývá seskupení pih na neobvyklých místech, jako je např. podpaží, ve slabinách či pod prsy.
V dospívání nebo na počátku dospělosti se lidem s NF1 vytvoří neurofibromy – nezhoubné nádory rostoucí na povrchu nervových tkání pod kůží. S přibývajícím věkem se zvětšují. Jejich počet je individuální – zatímco někteří lidé jich mají na těle jen několik, jiným pokrývají celé tělo. Většina neurofibromů není bolestivá.
U některých dětí s NF1 se objevují poruchy učení a chování. Okolo 60 % dětí s NF1 vykazuje lehké mentální postižení.
Pro léčbu pacientů s neurofibromatózou existuje ve vyspělých zemích celá řada specializovaných center. V rozvojových zemích pak diagnostika i léčba leží na celé řadě specializací. 

## Neurofibromatóza typu II (NF 2)
NF 2 se vyskytuje u 1 z 25 000 osob. Symptomy nemoci se obvykle objeví až po 20. roce života, ačkoli se mohou vyskytnout i u dětí.
NF2 zasahuje nejčastěji nervy vedoucí od uší do mozku. Symptomy proto zahrnují postupnou ztrátu sluchu, zvonění či bzučení v uších, problémy s rovnováhou. Tyto příznaky jsou způsobené nezhoubnými nádory rostoucími v nervových spojeních mozku, které slouží k zajištění sluchu a pocitu rovnováhy.
Zhruba polovině pacientů s NF2 se v mozku vyvine jeden či více nezhoubných nádorů, které se nazývají meningeomy. V některých případech pak dochází k nárůstu tlaku v mozku, což způsobuje bolest hlavy, zvracení, záchvaty či poruchy zraku.
Asi 50 % osob s NF2 se vyvine nezhoubný nádor v míše, větší polovině osob nezhoubné nádory pod či na kůži. Často vypadají jako povlak na kůži, v jiných případech jde o zduřeliny pod kůží. Tyto nádory mohou být bolestivé, pokud se vyvinou v místě nervových vláken.
U většiny lidí se vyskytne periferní neuropatie. Jde o poškození periferní nervové soustavy, což se může projevit mravenčením, necitlivostí a omezenou schopností cítit bolest či teplotu, nebo pocitem pálení.
Zhruba dvěma třetinám osob s touto nemocí se rozvine šedý zákal.